# 齐云楼
齐云楼，位于中国福建省华安县沙建镇岱山村，明万历十八年（1590年）建，清同治元年（1867年）重修。平面呈椭圆形，东西长527米，南北长64.8米，占地面积约3700平方米。双环单元式土楼，外环为二层，内环为平房。楼墙底部石砌，其上夯土，石构大门朝南，门匾刻“齐云楼”三字及“大明万历十八年”等款识。2005年5月11日公布为第六批福建省文物保护单位。